# Munizipalität Chaschuri
Die Munizipalität Chaschuri (georgisch ხაშურის მუნიციპალიტეტი, Chaschuris munizipaliteti) ist eine Verwaltungseinheit (etwa entsprechend einem Landkreis) in der Region Innerkartlien im zentralen Teil Georgiens.

## Geografie
Das Verwaltungszentrum der Munizipalität Chaschuri ist die Stadt Chaschuri. Die Fläche beträgt 585,2 km².
Im Osten und Nordosten wird die Munizipalität von der Munizipalität Kareli, im Nordwesten und Westen von den Munizipalitäten Satschchere und Charagauli der Region Innerkartlien und im Süden von der Munizipalität Bordschomi der Region Samzche-Dschawachetien begrenzt. 

## Bevölkerung und Verwaltungsgliederung
Die Einwohnerzahl beträgt 51.000 (Stand: 2021). 2014 hatte die Munizipalität 52.603 Einwohner.
Bevölkerungsentwicklung
Anmerkung: Volkszählungsdaten. 1939 (nach Volkszählung) Rajon Kareli ausgegliedert.

Die größten Ortschaften neben Chaschuri, wo mit 26.135 etwa die Hälfte der Einwohner der Munizipalität lebt, sind die Minderstadt (georgisch daba, დაბა) Surami mit 7.492 Einwohnern und mit jeweils über 1.500 Einwohnern die Dörfer Kwischcheti und Zchramucha (2014).
Die Munizipalität gliedert sich in den eigenständigen Hauptort Chaschuri sowie 12 Gemeinden (für die Minderstadt als „Territorialorgan“ bezeichnet, georgisch teritoriuli organo, ტერიტორიული ორგანო, für die Dörfer georgisch temi, თემი beziehungsweise bei nur einer Ortschaft einfach „Dorf“, georgisch sopeli, სოფელი) mit insgesamt 83 Ortschaften, davon 12 ohne ständige Einwohner:
| Gemeinde    | Anzahl Ortschaften | Einwohner (2014) |
| ----------- | ------------------ | ---------------- |
| Ali         | 10                 | 2870             |
| Chalebi     | 6 1                | 53               |
| Chzissi     | 5 2                | 804              |
| Gomi        | 7                  | 2954             |
| Kwischcheti | 11                 | 3892             |
| Ossiauri    | 6 3                | 1930             |
| Plewi       | 4                  | 1273             |
| Surami 4    | 6                  | 8615             |
| Zaghwli     | 8 1                | 997              |
| Zchramucha  | 7 5                | 1789             |
| Zozchnara   | 6                  | 858              |
| Zromi       | 7 1                | 433              |

## Sehenswürdigkeiten
In der Munizipalität Chaschuri befinden sich bedeutende Sehenswürdigkeiten. Besonders bekannt sind die Festung Surami und die Zromi-Kirche.